# Lijst van voetbalinterlands IJsland - Slowakije
Deze lijst van voetbalinterlands is een overzicht van alle officiële voetbalwedstrijden tussen de nationale teams van IJsland en Slowakije. De landen speelden tot op heden zeven keer tegen elkaar. Het eerste duel was een vriendschappelijke wedstrijd in Trnava, gespeeld op 29 april 1997. De laatste ontmoeting, een kwalificatiewedstrijd voor het Europees kampioenschap voetbal 2024, vond plaats op 16 november 2023 in Bratislava.

## Wedstrijden
| № | Plaats     | Datum            | Competitie           | Wedstrijd           | Uitslag |
| - | ---------- | ---------------- | -------------------- | ------------------- | ------- |
| 1 | Trnava     | 29 april 1997    | Vriendschappelijk    | Slowakije – IJsland | 3 – 1   |
| 2 | Limasol    | 7 februari 1998  | Vriendschappelijk    | IJsland – Slowakije | 1 – 2   |
| 3 | Žilina     | 26 maart 2008    | Vriendschappelijk    | Slowakije – IJsland | 1 – 2   |
| 4 | Reykjavik  | 12 augustus 2009 | Vriendschappelijk    | IJsland – Slowakije | 1 – 1   |
| 5 | Žilina     | 17 november 2015 | Vriendschappelijk    | Slowakije – IJsland | 3 – 1   |
| 6 | Reykjavik  | 17 juni 2023     | EK 2024 kwalificatie | IJsland – Slowakije | 1 – 2   |
| 7 | Bratislava | 16 november 2023 | EK 2024 kwalificatie | Slowakije − IJsland | 4 − 2   |

## Samenvatting
| Competitie        | Totaal gespeeld | Winst IJsland | Gelijk | Winst Slowakije | Doelsaldo IJsland – Slowakije |
| ----------------- | --------------- | ------------- | ------ | --------------- | ----------------------------- |
| EK-kwalificatie   | 2               | 0             | 0      | 2               | 3 − 6                         |
| Vriendschappelijk | 5               | 1             | 1      | 3               | 6 − 10                        |
| Totaal            | 7               | 1             | 1      | 5               | 9 − 16                        |

## Details

### Eerste ontmoeting
| Vriendschappelijk (Trnava, Slowakije, 29 april 1997):       |       |                      |
| Slowakije                                                   | 3 – 1 | IJsland              |
| Július Šimon 36' (pen.) Jaroslav Timko 54' Július Šimon 90' | goals | 25' Helgi Sigurðsson |

### Tweede ontmoeting
| Vriendschappelijk (Limasol, Cyprus, 7 februari 1998): |       |                                         |
| IJsland                                               | 1 – 2 | Slowakije                               |
| Brynjar Gunnarsson 77'                                | goals | 58' Szilárd Németh 65' Ľubomír Moravčík |

### Derde ontmoeting
| Vriendschappelijk (Žilina, Slowakije, 26 maart 2008): |       |                                             |
| Slowakije                                             | 1 – 2 | IJsland                                     |
| Marek Mintál 87'                                      | goals | 71' Gunnar Þorvaldsson 82' Eiður Guðjohnsen |

### Vierde ontmoeting
| Vriendschappelijk (Reykjavik, IJsland, 12 augustus 2009): |       |                   |
| IJsland                                                   | 1 – 1 | Slowakije         |
| Kristján Sigurðsson 59'                                   | goals | 35' Róbert Vittek |

### Vijfde ontmoeting
| Vriendschappelijk (Žilina, Slowakije, 17 november 2015):              |       |                       |
| Slowakije                                                             | 3 – 1 | IJsland               |
| Róbert Mak 58' Róbert Mak 61' Michal Ďuriš 84'                        | goals | 8' Alfreð Finnbogason |
| - Debuut van Oliver Sigurjónsson (Breiðablik Kópavogur) voor IJsland. |       |                       |